# Solenopsis soochowensis
Solenopsis soochowensis é uma espécie de formiga do gênero Solenopsis, pertencente à subfamília Myrmicinae.